# Polyplectropus crocallis
Polyplectropus crocallis is een schietmot uit de familie Polycentropodidae. De soort komt voor in het Oriëntaals gebied.